# Odontria eximia
Odontria eximia är en skalbaggsart som beskrevs av Thomas Broun 1917. Odontria eximia ingår i släktet Odontria och familjen Melolonthidae. Inga underarter finns listade i Catalogue of Life.